# Dennis Ralston
Pour les articles homonymes, voir Ralston.
Richard Dennis Ralston, né le 27 juillet 1942 à Bakersfield en Californie et mort le 6 décembre 2020 à Austin, est un joueur professionnel puis entraîneur de tennis américain.
Vainqueur de cinq titres du Grand Chelem en double, il a atteint la finale du tournoi de Wimbledon en 1966.
Il est membre du International Tennis Hall of Fame depuis 1987.

## Biographie
Dennis Ralston est champion NCAA pour l'université de Californie du Sud en simple et en double en 1963 et 1964. Il réalise avec son partenaire mexicain Rafael Osuna son premier coup d'éclat lors du tournoi de Wimbledon 1960 en remportant l'épreuve de double à l'âge de 17 ans. Par la suite, il dispute six finales en double en neuf ans au championnat des États-Unis et en remporte trois avec Chuck McKinley (1961, 1963 et 1964).
S'il n'a jamais triomphé dans un tournoi majeur en simple, il a toutefois atteint la finale du tournoi de Wimbledon 1966. Après être venu à bout du Sud-Africain Cliff Drysdale en demi-finale, il s'incline face à Manuel Santana en 1 h 40 (6-4, 11-9, 6-4) dans un match considéré par l'Associated Press comme l'une des meilleures finales disputées depuis plusieurs années. Avant cette finale, Ralston était parvenu en demi-finale des championnats des États-Unis en 1960 et à Wimbledon en 1965. Par ailleurs, il remporta une quarantaine de tournois au cours de sa carrière amateure dont le championnat de l'État de Victoria, des Nouvelle-Galles du Sud, et l'US Indoor en 1963, l'US Clay Court en 1964 et 1965 ou encore celui de Newport en 1966. Considéré comme le meilleur joueur de tennis américain durant trois années consécutives, il a été classé 5e mondial à l'issue de la saison 1966.
À la fin de la saison 1966, il signe un contrat professionnel de trois ans estimé à 100 000 $. En 1967, il fait partie d'un groupe de joueurs recrutés par le promoteur Lamar Hunt surnommé les « Handsome Eight » afin de disputer un nouveau circuit, le World Championship Tennis. Il remporte cinq tournois de ce type au cours de la saison 1968. Son dernier titre a été acquis en 1970 à Los Angeles contre Rod Laver. Il met fin à sa carrière en 1977, continuant toutefois à disputer quelques tournois en double jusqu'en 1982.
Dennis Ralston a été membre de l'équipe des États-Unis de Coupe Davis entre 1960 et 1966. Il officie dans un premier temps comme partenaire de double de Chuck McKinley. En 1963, il participe à l'intégralité de la campagne et de distingue tout d'abord en écartant les Mexicains Antonio Palafox et Rafael Osuna au premier tour. Lors de la finale à Adélaïde, il remporte son premier match contre John Newcombe (6-4, 6-1, 3-6, 4-6, 7-5) puis le double avec McKinley face à Roy Emerson et Neale Fraser (6-3, 4-6, 11-9, 11-9). S'il est battu par Emerson pour son second simple, les États-Unis parviennent gagner la compétition à l'issue du dernier match décisif. Lors de la défense du trophée l'année suivante, il perd ses deux simples face à Emerson et Fred Stolle. L'équipe s'incline malgré sa victoire en double. Sélectionné à 15 reprises, il possède un bilan de 25 victoires pour 9 défaites. Il est l'entraîneur de l'équipe entre 1968 et 1971, puis capitaine jusqu'en 1975, contribuant notamment à la victoire chaotique contre la Roumanie à Bucarest en 1972.
Après son retrait des courts, Ralston devient entraîneur, collaborant avec Chris Evert durant six ans, mais aussi Roscoe Tanner, Gabriela Sabatini, Yannick Noah (entre 1989 et 1990) ou encore Arnaud Boetsch. Il exerce ensuite entre 1981 et 1993 comme entraîneur de l'équipe masculine de l'université méthodiste du Sud au Texas. Régulièrement blessé à l'issue de sa carrière, il a subi un total de huit opérations aux genoux. En 2010, en raison d'une infection après une opération du pied, il a été amputé d'une partie de la jambe gauche. Peu avant sa mort, il enseignait encore au Grey Rock Country Club à Austin. Marié à Linda, il avait un fils et deux filles.
Dennis Ralston se distinguait par un jeu très fluide d'une grande précision, notamment au service et à la volée, ce qui lui a permis de briller en double.

## Parcours dans les tournois duGrand Chelem

### En simple
| Année | Open d'Australie | Open d'Australie | Internationaux de France | Internationaux de France | Wimbledon       | Wimbledon       | US Open         | US Open        |
| ----- | ---------------- | ---------------- | ------------------------ | ------------------------ | --------------- | --------------- | --------------- | -------------- |
| 1958  | —                | —                | —                        | —                        | —               | —               | 1er tour (1/64) | Edward Sledge  |
| 1959  | —                | —                | —                        | —                        | —               | —               | 1er tour (1/64) | Bobby Wilson   |
| 1960  | —                | —                | —                        | —                        | 2e tour (1/32)  | J.-E. Lundqvist | 1/2 finale      | Neale Fraser   |
| 1961  | —                | —                | —                        | —                        | 3e tour (1/16)  | Mike Sangster   | —               | —              |
| 1962  | —                | —                | —                        | —                        | 3e tour (1/16)  | Martin Mulligan | 1er tour (1/64) | Whitney Reed   |
| 1963  | —                | —                | —                        | —                        | 2e tour (1/32)  | R. Krishnan     | 1/4 de finale   | Ron Barnes     |
| 1964  | —                | —                | —                        | —                        | 1er tour (1/64) | Tony Pickard    | 1/4 de finale   | Fred Stolle    |
| 1965  | —                | —                | —                        | —                        | 1/2 finale      | Roy Emerson     | 1/4 de finale   | Cliff Drysdale |
| 1966  | —                | —                | 1/8 de finale            | Alex Metreveli           | Finale          | Manuel Santana  | 1/8 de finale   | Fred Stolle    |
| 1967  | —                | —                | —                        | —                        | —               | —               | —               | —              |
| 1968  | —                | —                | —                        | —                        | 1/4 de finale   | Rod Laver       | 1/4 de finale   | Ken Rosewall   |
| 1969  | —                | —                | 3e tour (1/16)           | Ž. Franulović            | 1/8 de finale   | Tony Roche      | 1/8 de finale   | Rod Laver      |
| 1970  | 1/2 finale       | Arthur Ashe      | —                        | —                        | 1/8 de finale   | John Newcombe   | 1/4 de finale   | Cliff Richey   |
| 1971  | 1/8 de finale    | Roy Emerson      | —                        | —                        | 3e tour (1/16)  | Colin Dibley    | 2e tour (1/32)  | Milan Holeček  |
| 1972  | —                | —                | —                        | —                        | —               | —               | —               | —              |
| 1973  | —                | —                | —                        | —                        | —               | —               | —               | —              |
| 1974  | —                | —                | —                        | —                        | 1er tour (1/64) | Tom Okker       | —               | —              |
| 1975  | —                | —                | —                        | —                        | —               | —               | 1er tour (1/64) | Álvaro Fillol  |
| 1976  | —                | —                | —                        | —                        | —               | —               | —               | —              |
| 1977  | —                | —                | —                        | —                        | 2e tour (1/32)  | Bob Lutz        | —               | —              |

N.B. : à droite du résultat se trouve le nom de l'ultime adversaire.

### En double messieurs
Parcours en double à partir de 1968.
| Année | Open d'Australie          | Open d'Australie       | Internationaux de France    | Internationaux de France | Wimbledon                    | Wimbledon                | US Open                      | US Open                     |
| ----- | ------------------------- | ---------------------- | --------------------------- | ------------------------ | ---------------------------- | ------------------------ | ---------------------------- | --------------------------- |
| 1968  | —                         | —                      | —                           | —                        | 1/4 de finale B. Buchholz    | J. Newcombe Tony Roche   | 1/4 de finale M. Anderson    | Arthur Ashe A. Gimeno       |
| 1969  | —                         | —                      | 2e tour (1/32) R. Holmberg  | H.-J. Ploetz H. Pohmann  | 2e tour (1/16) O. Davidson   | Bob Hewitt F. McMillan   | Finale C. Pasarell           | K. Rosewall Fred Stolle     |
| 1970  | 1/8 de finale Arthur Ashe | Syd Ball Bob Giltinan  | —                           | —                        | 1/8 de finale Arthur Ashe    | R. Emerson Rod Laver     | 2e tour (1/16) Arthur Ashe   | I. El Shafei Ray Keldie     |
| 1971  | 1/2 finale Arthur Ashe    | J. Newcombe Tony Roche | —                           | —                        | Finale Arthur Ashe           | R. Emerson Rod Laver     | 1/8 de finale Arthur Ashe    | M. Holeček Onny Parun       |
| 1972  | —                         | —                      | —                           | —                        | —                            | —                        | 1/8 de finale E. Dibbs       | Stan Smith E. van Dillen    |
| 1973  | —                         | —                      | —                           | —                        | —                            | —                        | —                            | —                           |
| 1974  | —                         | —                      | —                           | —                        | 1er tour (1/32) C. Graebner  | Premjit Lall J. Mukerjea | —                            | —                           |
| 1975  | —                         | —                      | —                           | —                        | —                            | —                        | 2e tour (1/16) Arthur Ashe   | Rod Laver Björn Borg        |
| 1976  | —                         | —                      | —                           | —                        | —                            | —                        | —                            | —                           |
| 1977  | —                         | —                      | —                           | —                        | 1er tour (1/32) T. Gorman    | Colin Dibley Mike Estep  | 1er tour (1/32) C. Pasarell  | Paul Kronk C. Letcher       |
| 1978  | n.o.                      | n.o.                   | 2e tour (1/16) Stan Smith   | B. Gottfried R. Ramírez  | 1er tour (1/32) Fred Stolle  | Ross Case G. Masters     | 2e tour (1/16) E. van Dillen | Ti. Gullikson To. Gullikson |
| 1979  | n.o.                      | n.o.                   | 1er tour (1/32) Fred Stolle | Carmichael B. Teacher    | 1er tour (1/32) I. El Shafei | Bob Hewitt F. McMillan   | 1/8 de finale Scott Davis    | R. Emerson Fred Stolle      |
| 1980  | n.o.                      | n.o.                   | —                           | —                        | 1/8 de finale R. Tanner      | Bob Lutz Stan Smith      | 1er tour (1/32) Bill Maze    | Bob Lutz Stan Smith         |
| 1981  | n.o.                      | n.o.                   | —                           | —                        | —                            | —                        | 2e tour (1/16) R. Tanner     | P. Fleming J. McEnroe       |
| 1982  | n.o.                      | n.o.                   | 1er tour (1/32) J. Vanier   | Lloyd Bourne Chip Hooper | —                            | —                        | 1er tour (1/32) M. Riessen   | W. Fibak J. Fitzgerald      |

N.B. : le nom du ou de la partenaire se trouve sous le résultat ; le nom des ultimes adversaires se trouve à droite.